# Sekiguchi Tsugio

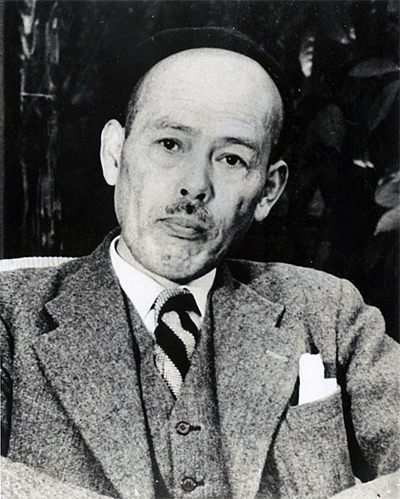
Tsugio Sekiguchi

Sekiguchi Tsugio (jap. 関口 存男; * 21. November 1894 in Himeji, Präfektur Hyōgo; † 25. Juli 1958) war ein japanischer Linguist und Schauspieler.

## Leben
Tsugio Sekiguchi wurde als Sohn eines Soldaten in der japanischen Stadt Himeji in der Präfektur Hyōgo geboren. Sekiguchi absolvierte die Heeresoffizierschule und studierte anschließend an der philosophischen Fakultät der Sophia-Universität in Tokio und Französisch an einer privaten Sprachschule, wo er bald vom Schüler zum Lehrer avancierte.
Nach seinem Abschluss 1919 von der philosophischen Fakultät der Sophia-Universität arbeitete er für die Sprachenabteilung des Außenministeriums. Ab 1923 unterrichtete er an der Hōsei-Universität in Tokio. In den Jahren von 1938 bis 1944 leitete Sekiguchi, zusätzlich zu seinem Universitätsbetrieb, den Deutschunterricht im staatlichen Rundfunk (Vorgängerinstitution des heutigen NHK).
Als hochbegabter Germanist war Sekiguchi in der Vorkriegszeit in japanischen Wissenschaftskreisen hoch angesehen, wurde aber nach Kriegsende aufgrund politischer Umstände all seiner Ämter enthoben.
Erst ab 1950 konnte Sekiguchi seine ehemaligen wissenschaftlichen Beschäftigungen wieder aufnehmen. Zusätzlich unterrichtete er bis zu seinem Tod im Juni 1958 an der Waseda-Universität in Tokio.
Außerhalb seiner akademischen Laufbahn trat Sekiguchi seit seiner Jugend als Mitglied der Shingeki-Bewegung im Theater auf. Mit der Einführung des Stummfilms wirkte Sekiguchi außerdem an zwei Filmproduktionen als Schauspieler mit.

## Veröffentlichungen (Auswahl)
- Tsugio Sekiguchi: Synthetische Grammatik des Deutschen ausgehend vom Japanischen. Iudicium, München 2008, ISBN 978-3-89129-963-0 (japanisch: 独作文教程. Übersetzt von Kennosuke Ezawa, ursprünglich erschienen bei Shōbundō, 1935).

1994 erschien sein Gesamtwerk Sekiguchi Tsugio chosakushū (関口存男著作集) beim Verlag Sanshusha in drei Reihen: Doitsu gogaku hen zen-13-kan (ドイツ語学篇全13巻) über die deutsche Sprache in 13 Bänden (ISBN 978-4-384-00060-3), der Sonderband Bekkan doitsu-go ronshū (別巻ドイツ語論集; ISBN 978-4-384-00065-8) als Sammlung seiner deutschsprachigen Aufsätze, sowie Hon’yaku / sōsaku hen zen-10-kan (翻訳・創作篇全10巻) in 10 Bänden (ISBN 978-4-384-00061-0) mit seinen Übersetzungen und literarischen Werken.